# Heli Modic
Heli(odor) Modic, slovenski pravnik in politik, * 1906, † 1985, Ljubljana.
Modic je 1938 doktoriral iz prava in imel 1939-41 svojo odvetniško pisarno. Ob začetku vojne je bil kot prostovoljec zajet in odpeljan v nemško ujetništvo, 1943 pa se je pridružil NOG. Po vojni je sprva predsedoval posebnemu senatu vrhovnega sodišča, ki je po hitrem postopku obsojalo "špekulante", nekaj med njimi na smrt (tudi take, ki so podpirali NOB). Imel je številne pomembne družbene in politične funkcije: 1953-54 je bil župan Ljubljane, kasneje minister za pravosodje, podpredsednik Vrhovnega sodišča LRS, podpredsednik Ljudske skupščine LRS (1959-62). Leta 1946 je postal redni profesor (predaval je družbeno in politično ureditev SFRJ) in kasneje (1956-58) tudi dekan pravno-ekonomske fakultete (v obdobju njune 3-letne združitve) ter prvi direktor Visoke šole za politične vede v Ljubljani (VŠPV, 1961-64, kasnejše FSPN oz. FDV); predaval je tudi na Višji/visoki upravni šoli. Strokovno se je ukvarjal s problematiko oz. teorijo države in prava. Je avtor dela Temeljni pojmi o državi in pravu (1959, izšlo v več izajah); Družbena ureditev SFRJ (1970) in priročnika Napotki za študij in izdelovanje pismenih sestavkov. Ljubiteljsko se je ukvarjal z akvaristiko (Akvarij : kratko navodilo za gojitev rastlin in živali v akvariju, 1949). Zaradi prispevka k pravni in politični znanosti je bil izvoljen za zaslužnega profesorja Univerze v Ljubljani (1977/78).